# فريد الفار (عزبة)
عزبة فريد الفار عزبة تابعة لقرية منشأة علي أغا بالوحدة المحلية لقرية كنيسة الصرادوسي، التابعة لمركز دسوق، التابع لمحافظة كفر الشيخ في جمهورية مصر العربية.